# Ippolito Antonio Vincenti Mareri
Ippolito Antonio Vincenti Mareri (Rieti, 20 gennaio 1738 – Parigi, 21 marzo 1811) è stato un cardinale e arcivescovo cattolico italiano.

## Biografia
Ippolito nacque a Rieti il 20 gennaio 1738, figlio ultimogenito di Cinzio Francesco Vincenti Gentili Mareri, conte di Ascrea e dei vicini centri di Bulgaretta e Mirandella, che divenne poi gonfaloniere di Rieti nel 1747, e di sua moglie, Caterina Razza. Sue sorelle e fratelli maggiori furono Lavinia, Filippa Margherita (poi monaca), Cecilia, Alessandro (gonfaloniere di Rieti nel 1780) e Maria (morta in gioventù). Egli venne battezzato il giorno stesso della sua nascita, da suo zio Adriano, fratello di suo padre, assistito dal prozio Giuseppe anch'egli sacerdote.
All'età di nove o dieci anni, Ippolito entrò nel Seminario Diocesano di Rieti dove ebbe modo di studiare grammatica, retorica e materie umanistiche; quando aveva appena diciassette anni, venne inviato a Roma per proseguire la propria formazione e nel novembre del 1754 iniziò i propri studi all'Università La Sapienza ove ebbe come insegnante Dario Guicciardi per diritto canonico e Michelangelo Petrocchi per diritto civile. Il 27 aprile 1764 ottenne il dottorato in utroque iure.
Dopo aver terminato gli studi, Ippolito fece ritorno a rieti e nell'estate di quello stesso anno concluse i negoziati per il matrimonio di sua sorella Lavinia col barone Bernardino Gagliardi di L'Aquila, incominciando poco dopo la propria carriera ecclesiastica come chierico. Nominato uditore della nunziatura apostolica in Spagna dall'11 aprile 1764, prese possesso dell'incarico nell'agosto successivo ed assistette impotente alla soppressione della Compagnia di Gesù per ordine di Carlo III nel 1767; occupò il suo incarico sino al 1775. Divenuto referendario del Tribunale della Segnatura Apostolica, venne onorato del titolo di Protonotario Apostolico soprannumerario. Prelato domestico di Sua Santità, divenne relatore della Sacra Consulta dall'aprile del 1776 ed assunse temporaneamente il governo della città di Roma in assenza del titolare, monsignor Ferdinando Spinelli, tra il settembre del 1783 ed il febbraio del 1784. Nominato precettore generale dell'Arciospedale di Santo Spirito in Sassia dal 16 gennaio 1784, succedete in questa carica a monsignor Domenico Sampieri. Il 29 gennaio del 1784 ricevette da papa Pio VI il documento firmato concernente il proprio nuovo incarico, ma data la sua imminente ascesa al ruolo di nunzio apostolico in Spagna, rinunciò all'incarico appena tre giorni dopo.
Il 19 marzo 1785 ricevette l'ordinazione sacerdotale e l'11 aprile di quello stesso anno venne eletto arcivescovo titolare di Corinto, venendo consacrato l'8 maggio successivo nella cattedrale di Frascati per opera del cardinale Enrico Benedetto Stuart, duca di York, venendo quindi nominato come previsto nunzio apostolico in Spagna dal 24 maggio 1785.
Papa Pio VI lo elevò al rango di cardinale nel concistoro del 21 febbraio 1794, ricevendo la berretta cardinalizia a Madrid tramite monsignor Francesco Carafa d'Andria, cappellano privato di Sua Santità, con breve apostolico, il 25 febbraio di quello stesso anno. Come da tradizione, fu lo stesso re Carlo IV di Spagna ad imporre all'arcivescovo la berretta cardinalizia in presenza dell'intera corte. Giunse quindi a Roma dalla Spagna il 5 aprile dell'anno successivo e ripeté la cerimonia della berretta il 28 maggio in presenza del pontefice, che il 1º giugno gli conferì il titolo cardinalizio dei Santi Nereo e Achilleo. Ascritto nella Congregazione dei vescovi e regolari, entrò a far parte anche di quelle per la Propaganda Fide, per il Concilio di Trento, per l'Indice e per le Paludi Pontine.

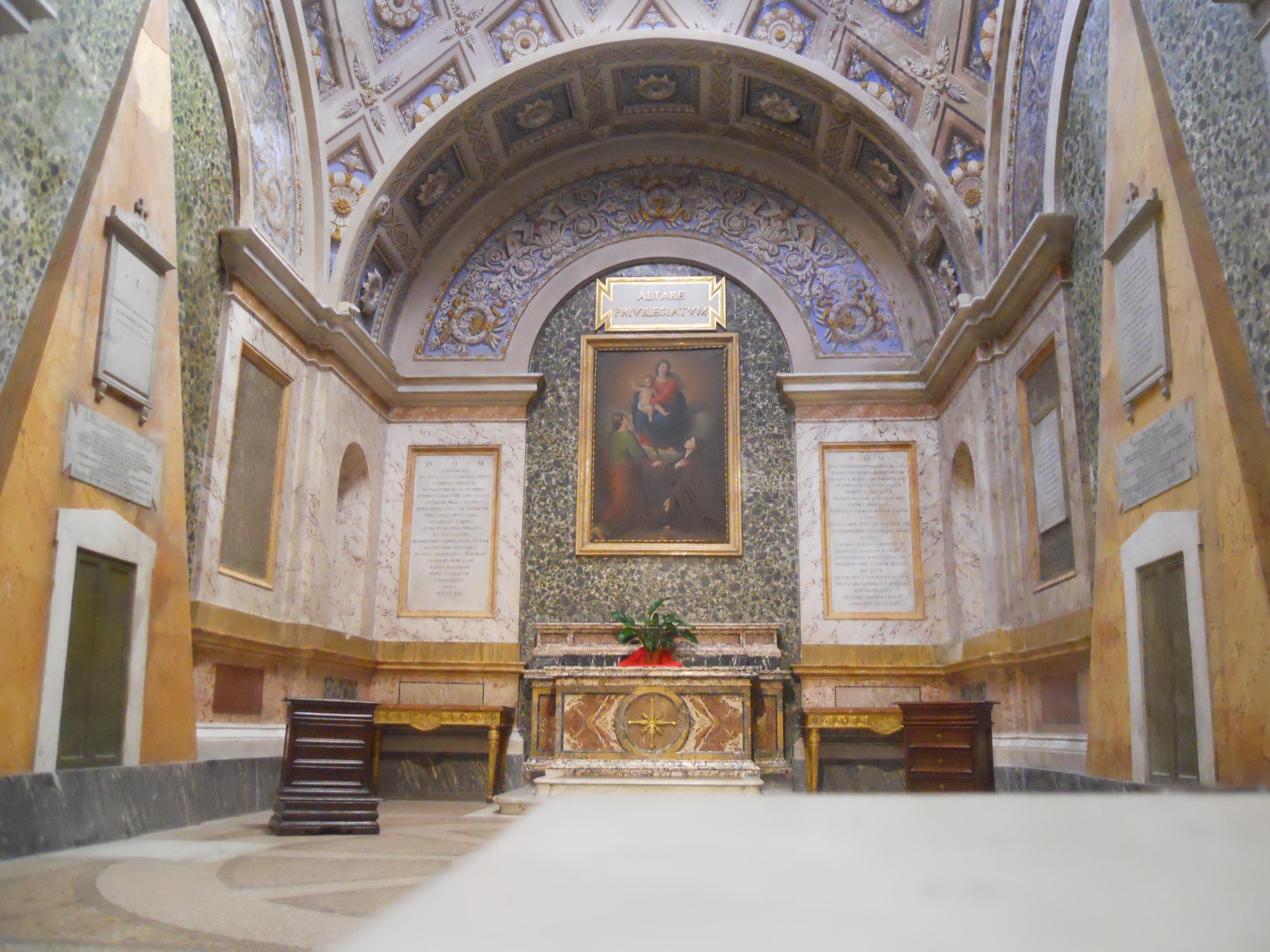
La cappella gentilizia dei Vincenti Mareri nella Cattedrale di Rieti, opera di Giuseppe Valadier, dove sono state spostate le spoglie del cardinale

Legato pontificio a Bologna dal 1º giugno 1795 al giugno del 1796, quando la città veniva occupata dalle truppe francesi, si trasferì a Rieti nel 1797 ma venne fatto prigioniero e riportato a Roma nel 1798; in questo frangente venne quasi costretto a rinunciare al cardinalato, ma scampò all'onta dietro pagamento di una forte indennità che lo rilasciò libero e gli consentì di tornare a Rieti l'anno successivo, rimanendovi sino alla convocazione del conclave che si tenne a Venezia in forma straordinaria e dal quale risultò eletto Pio VII. Prefetto dell'Economia del Collegio Romano dal dicembre del 1801, optò per l'ordine dei vescovi ed ottenne la sede suburbicaria di Sabina dal 3 agosto 1807. Vice camerlngo di Santa Romana Chiesa, ricoprì tale incarico temporaneamente durante l'assenza del cardinale Giuseppe Maria Doria Pamphili nel 1808. Trasferito forzosamente a Parigi dal 2 gennaio 1810, fu tra i cardinali favorevoli alle seconde nozze di Napoleone con Maria Luisa d'Asburgo-Lorena (molti altri cardinali si erano opposti perché Napoleone era ancora scomunicato) ed anzi, partecipò alla cerimonia nuziale.
Morì a Parigi il 21 marzo 1811, assistito al capezzale dal suo fedele ciambellano, Michele Torraca. La sua salma venne esposta alla pubblica venerazione nella chiesa di Saint-Thomas d'Aquino a Parigi, ove ebbero luogo anche i funerali. Per esplicito volere di Napoleone, riconoscente per l'appoggio che il cardinale gli aveva tributato, il cardinale venne sepolto tra i grandi del Panthéon parigino, nella III volta a sinistra. Quando nel 1861 l'arcivescovo di Parigi, il cardinale François-Nicholas-Madeleine Morlot, stabilì che alcune sepolture nella chiesa dovessero essere sgombrate, avvisò Giacinto, pronipote del cardinale Vincenti Mareri, che si preoccupò di trasferire in patria le ossa del defunto, che viaggiarono in treno a Marsiglia e poi da lì via battello verso Civitavecchia ove giunsero il 4 settembre, venendo poste nella chiesa parrocchiale locale in maniera provvisoria. Il 22 ottobre di quello stesso anno i resti del cardinale giunsero a Rieti su un carro funebre appositamente fatto giungere per l'occasione da Roma. Qui si svolsero i funerali solenni e la salma del cardinale venne posta nella tomba di famiglia nella cappella di Santa Caterina, a fianco della tomba di suo fratello Alessandro, nella Cattedrale di Santa Maria Assunta.

## Genealogia episcopale e successione apostolica
La genealogia episcopale è:
- Cardinale Scipione Rebiba
- Cardinale Giulio Antonio Santori
- Cardinale Girolamo Bernerio, O.P.
- Arcivescovo Galeazzo Sanvitale
- Cardinale Ludovico Ludovisi
- Cardinale Luigi Caetani
- Cardinale Ulderico Carpegna
- Cardinale Paluzzo Paluzzi Altieri degli Albertoni
- Papa Benedetto XIII
- Papa Benedetto XIV
- Papa Clemente XIII
- Cardinale Enrico Benedetto Stuart
- Cardinale Ippolito Antonio Vincenti Mareri

La successione apostolica è:
- Vescovo Stefano Bellini (1800)
- Vescovo Giovanni Francesco Capelletti (1800)